# Gaiba
Gaiba település Olaszországban, Veneto régióban, Rovigo megyében. Lakosainak száma 945 fő (2023. január 1.). Gaiba Ferrara, Ficarolo, Bagnolo di Po és Stienta községekkel határos.

## Népesség
A település lakossága az elmúlt években az alábbi módon változott:
| Lakosok száma | 1049 | 1037 | 945  |
|               | 2017 | 2018 | 2023 |